# Antonio Vázquez
Antonio Vázquez Mejido (Levinco, 26 de janeiro de 1961) é um arqueiro espanhol, campeão olímpico.

## Carreira
Antonio Vázquez representou seu país nos Jogos Olímpicos em 1988 a 1992, ganhando a medalha de ouro por equipes em 1992, em casa. 